# Adoxotoma embolica
Adoxotoma embolica är en spindelart som beskrevs av Gardzinska, Zabka 2010. Adoxotoma embolica ingår i släktet Adoxotoma och familjen hoppspindlar. Inga underarter finns listade i Catalogue of Life.